# 短星毛青冈
短星毛青冈（学名：Quercus breviradiata）为壳斗科栎属下的一个种。

## 扩展阅读
- 維基物種上的相關：短星毛青冈